# Хитрость (телесериал, 2018)
«Хи́трость», «Иллюзия», «Иллюзиони́ст», или «Обма́н» (англ. Deception) — американский криминально-драматический телесериал. Премьера сериала состоялась 11 марта 2018 года.
11 мая 2018 года сериал был закрыт после одного сезона.

## Сюжет
После скандала, разрушившего его карьеру, иллюзионист из Лас-Вегаса Кэмерон Блэк становится первым в мире «консультирующим иллюзионистом», помогающим ФБР в расследовании необычных преступлений.

## В ролях
- Джек Катмор-Скотт — Кэмерон Блэк, иллюзионист из Лас-Вегаса, помогающий ФБР расследовать преступления. Также Катмор-Скотт исполняет роль Джонатана Блэка, брата-близнеца Кэмерона[4]
- Ильфенеш Хадера — Кэй Дэниелс, агент ФБР, которая становится напарником Блэка[5]
- Ленора Кричлоу — Дина Кларк, продюсер Блэка и гений визажа[6]
- Джастин Чон — Джордан Квон[7]
- Лайла Робинс — спецагент Дикинс[7]
- Амори Ноласко — Майк Альварес, «классический» агент ФБР, который в тайне является поклонником фокусов[6]
- Винни Джонс — Гюнтер Густафсен, «величайший создатель иллюзионистов в мире»[1]
- Стефани Корнелиуссен — Незнакомка, которая подставила Джонатана Блэка

## Список эпизодов
| № общий | № в сезоне | Название                                                       | Режиссёр        | Автор сценария                 | Дата премьеры    | Произв. код | Зрители в США (млн) |
| ------- | ---------- | -------------------------------------------------------------- | --------------- | ------------------------------ | ---------------- | ----------- | ------------------- |
| 1       | 1          | «Pilot» «Пилот»                                                | Дэвид Наттер    | Крис Федак                     | 11 марта 2018    | T15.10141   | 5.93                |
| 2       | 2          | «Forced Perspective» «Вынужденная перспектива»                 | Майкл Леманн    | Крис Федак                     | 18 марта 2018    | T33.10002   | 3.97                |
| 3       | 3          | «Escapology» «Побегология»                                     | Майкл Смит      | Элизабет Питерсон              | 25 марта 2018    | T33.10003   | 3.86                |
| 4       | 4          | «Divination» «Гадание»                                         | Кевин Танчароэн | Кай Ю Ву                       | 1 апреля 2018    | T33.10004   | 4.00                |
| 5       | 5          | «Masking» «Маскирующий»                                        | Сильвер Три     | Нельсон Гривз                  | 8 апреля 2018    | T33.10005   | 3.61                |
| 6       | 6          | «Black Art» «Чёрная магия»                                     | Роб Шейденгланц | Сэм Склавер                    | 22 апреля 2018   | T33.10006   | 3.24                |
| 7       | 7          | «Sacrifice 99 to Fool One» «Жертвуй 99, чтобы обмануть одного» | Роб Харди       | Джон Норрис                    | 24 сентября 2018 | T33.10007   | 3.10                |
| 8       | 8          | «Multiple Outs» «Несколько выходов»                            | Глен Винтер     | Бринн Мэлоун                   | 29 апреля 2018   | T33.10008   | 3.64                |
| 9       | 9          | «Getting Away Clean» «Уходим чистыми»                          | Майкл Леманн    | Джо Перассно                   | 6 мая 2018       | T33.10009   | 3.25                |
| 10      | 10         | «The Unseen Hand» «Невидимая рука»                             | Лекси Ла Рок    | Сезар Мазаригос                | 13 мая 2018      | T33.10010   | 3.37                |
| 11      | 11         | «Loading Up» «Загрузка»                                        | Кэрол Бенкер    | Нельсон Гривз & Джон Норрис    | 20 мая 2018      | T33.10011   | 3.18                |
| 12      | 12         | «Code Act» «Кодовый акт»                                       | Дермотт Даунс   | Сэм Склавер & Бринн Мэлоун     | 27 мая 2018      | T33.10012   | 2.26                |
| 13      | 13         | «Transposition» «Перемещение»                                  | Майкл Леманн    | Элизабет Питерсон & Крис Федак | 27 мая 2018      | T33.10013   | 2.26                |

## Отзывы критиков
На сайте-агрегаторе Rotten Tomatoes сериал держит 60% «свежести» со средним баллом 6.02/10, что основано на 5 рецензиях. На Metacritic сериал получил 53 балла из ста на основе 6 «смешанных и средних» отзывов.